# Petrovo (Bosnia ed Erzegovina)
Petrovo (in serbo Петрово) è un comune della Repubblica Serba di Bosnia ed Erzegovina con 7.010 abitanti al censimento 2013.
È stato istituito in seguito agli Accordi di Dayton e comprende parte del territorio dei vecchi comuni di Gračanica e Lukavac.

## Località
Il comune è formato dall'insieme delle seguenti località:
- Petrovo
- Kakmuž
- Sočkovac
- Karanovac
- Krtova
- Porječina.